# Руа (кантон)
Руа́ (фр. Roye) — кантон во Франции, находится в регионе О-де-Франс, департамент Сомма. Входит в состав округа Мондидье.

## История
До 2015 года в состав кантона входили коммуны:
Арманкур, Аттанкур, Балатр, Бёврень, Бийянкур, Брёй, Бьяр, Верпийер, Виллер-ле-Руа, Грюни,  Гуайанкур, Дамри, Данкур-Попенкур, Каррепюи, Кремри, Креси-Оманкур, Кюрши, Л'Эшель-Сент-Орен, Локур, Льянкур-Фос, Марше-Аллуард, Муайанкур, Ретонвиллер, Руа, Руаглиз, Сен-Мар, Тийолуа, Фонш-Фоншет, Френуа-ле-Руа, Шампьян, Эрли, Эршё, Эталон.
В результате реформы 2015 года   состав кантона был изменен. В него вошли упраздненный кантон Мондидье.
С 1 января 2019 года состав кантона снова изменился: коммуна Аржикур вместе с коммунами Контуар и Пьерпон-сюр-Авр кантона Морёй образовали новую коммуну Труа-Ривьер, которая вошла в состав кантона Руа.

## Состав кантона с 1 января 2019 года
В состав кантона входят коммуны (население по данным Национального института статистики за 2018 г.):
- Айанкур (179 чел.)
- Андеши (274 чел.)
- Арманкур (32 чел.)
- Асенвиллер (106 чел.)
- Аттанкур (292 чел.)
- Балатр (70 чел.)
- Бекиньи (130 чел.)
- Бёврень (859 чел.)
- Буйанкур-ла-Батай (156 чел.)
- Бусикур (87 чел.)
- Бьяр (66 чел.)
- Бюс-ла-Мезьер (158 чел.)
- Варси (148 чел.)
- Верпийер (172 чел.)
- Виллер-ле-Руа (272 чел.)
- Виллер-Турнель (164 чел.)
- Гербиньи (285 чел.)
- Гратибю (180 чел.)
- Гривиллер (87 чел.)
- Грюни (314 чел.)
- Гуайанкур (93 чел.)
- Дамри (230 чел.)
- Давенескур (568 чел.)
- Данкур-Попенкур (155 чел.)
- Кантиньи (112 чел.)
- Каррепюи (270 чел.)
- Кремри (129 чел.)
- Креси-Оманкур (123 чел.)
- Куртманш (103 чел.)
- Л’Эшель-Сент-Орен (51 чел.)
- Лабуасьер-ан-Сантер (144 чел.)
- Ле-Кардоннуа (81 чел.)
- Линьер (141 чел.)
- Локур (199 чел.)
- Льянкур-Фос (298 чел.)
- Мальпар (76 чел.)
- Маремонье (113 чел.)
- Маркивиллер (192 чел.)
- Марше-Аллуард (52 чел.)
- Мениль-Сен-Жорж (193 чел.)
- Мондидье (6 174 чел.)
- Пьен-Онвиллер (368 чел.)
- Реможи (130 чел.)
- Ролло (760 чел.)
- Руа (5 709 чел.)
- Руаглиз (155 чел.)
- Рюбескур (133 чел.)
- Сен-Мар (159 чел.)
- Тийолуа (350 чел.)
- Труа-Ривьер (1 519 чел.)
- Фавроль (165 чел.)
- Фекам (135 чел.)
- Финьер (154 чел.)
- Фонтен-су-Мондидье (108 чел.)
- Фонш-Фоншет (167 чел.)
- Френуа-ле-Руа (290 чел.)
- Шампьян (283 чел.)
- Эрли (44 чел.)
- Эрш (187 чел.)
- Эршё (777 чел.)
- Эталон (135 чел.)
- Этельфе (370 чел.)

## Политика
На президентских выборах 2022 г. жители кантона отдали в 1-м туре Марин Ле Пен 41,5 % голосов против 23,0 % у Эмманюэля Макрона и 14,9 % у Жана-Люка Меланшона; во 2-м туре в кантоне победила Ле Пен, получившая 55,4 % голосов. (2017 год. 1 тур: Марин Ле Пен – 36,1 %, Жан-Люк Меланшон – 19,3 %, Эмманюэль Макрон – 17,6 %, Франсуа Фийон – 14,6 %; 2 тур: Ле Пен – 55,1 %. 2012 год. 1 тур: Франсуа Олланд – 27,9 %, Марин Ле Пен – 26,6 %, Николя Саркози – 22,5 %; 2 тур: Олланд – 54,2 %).
С 2021 года кантон в Совете департамента Сомма представляют государственный служащий из города Мондидье Вильфрид Ларшер (Wilfried Larcher) (Разные левые) и вице-мэр города Руа Жозьян Эруар (Josiane Hérouart) (Социалистическая партия).
|                | Кандидаты                             | Партия                   | Первый тур | Первый тур     | Второй тур | Второй тур |
| Кол-во голосов | Кандидаты                             | Партия                   | % голосов  | Кол-во голосов | % голосов  |            |
| -------------- | ------------------------------------- | ------------------------ | ---------- | -------------- | ---------- | ---------- |
|                | Вильфрид Ларшер Жозьян Эруар          | Левый блок               | 1 949      | 32,58          | 3 381      | 36,52      |
|                | Эшату Пешон Эрик Ришермо              | Национальное объединение | 3 294      | 35,18          | 3 468      | 58,91      |
|                | Изабель Бюффе Тони Лёрё               | Разные правые            | 1 643      | 2747           |            |            |
|                | Эмманюэль Аларсон-Гарсиа Людовик Боке | Разные левые             | 437        | 7,31           |            |            |

|                | Кандидаты                     | Партия                  | Первый тур | Первый тур     | Второй тур | Второй тур |
| Кол-во голосов | Кандидаты                     | Партия                  | % голосов  | Кол-во голосов | % голосов  |            |
| -------------- | ----------------------------- | ----------------------- | ---------- | -------------- | ---------- | ---------- |
|                | Паскаль Дельнеф Катрин Киньон | Социалистическая партия | 3 144      | 33,58          | 3 628      | 36,52      |
|                | Эшату Пешон Эрик Ришермо      | Национальный фронт      | 3 294      | 35,18          | 3 468      | 34,91      |
|                | Жан-Мишель Сер Бенедикт Тьебо | Правый блок             | 2 533      | 27,05          | 2 839      | 28,57      |
|                | Кристоф Блонде Анни Мюллер    | Вставай, Франция        | 393        | 4,20           |            |            |

|  | Кандидат       | Партия                  | % голосов |
|  | -------------- | ----------------------- | --------- |
|  | Кристин Лефевр | Социалистическая партия | 47,51     |
|  | Жорж Луазье    | Разные правые           | 26,94     |
|  | Франсуа Гренье | Национальный фронт      | 25,55     |

|  | Кандидат            | Партия                    | % голосов |
|  | ------------------- | ------------------------- | --------- |
|  | Кристин Лефевр      | Социалистическая партия   | 43,52     |
|  | Жорж Луазье         | Союз за народное движение | 43,26     |
|  | Мартин Зольнеровски | Национальный фронт        | 13,22     |